# Esquire (periodico)
Esquire è una rivista maschile statunitense, fondata da David A. Smart e Arnold Gingrich nel 1933. Si occupa prevalentemente di moda maschile.

## Collaboratori famosi
La rivista ha avuto tra i suoi collaboratori scrittori come Ernest Hemingway, William Faulkner, John Steinbeck, Thomas Wolfe, John Dos Passos, Truman Capote, Gay Talese e Norman Mailer, Francis Scott Fitzgerald, Alberto Moravia, André Gide, Julian Huxley, la fotografa Diane Arbus e la sceneggiatrice e regista Nora Ephron.

## Storia
Esquire fu pubblicato per la prima volta nell'ottobre del 1933 come un inserto della rivista commerciale Apparel Arts, che in seguito fu ridenominata Gentleman's Quarterly. Da allora, sia Esquire che GQ avrebbero condiviso la proprietà comune per quasi 45 anni.
La rivista ebbe dapprima sede a Chicago e poi a New York City. I suoi fondatori e primi redattori furono David A. Smart, Henry L. Jackson e Arnold Gingrich. Jackson morì nell'incidente aereo del United Airlines 624 nel 1948, mentre Gingrich guidò la rivista fino alla sua morte nel 1976. Smart si spense nel 1952, dopo aver lasciato la direzione di Esquire nel 1936 per fondare un'altra rivista con la solita azienda, Coronet.
Tutti i fondatori avevano obiettivi diversi: Gingrich era specializzato nell'editoria, Smart dirigeva il lato commerciale del periodico, mentre Jackson guidava e curava la sezione della moda, che occupava la maggior parte delle pagine della rivista durante i suoi primi quindici anni di vita.
Inoltre, i punti di vista politici repubblicani di Jackson erano in contrasto con le opinioni democratiche liberali di Smart, fatto che animò la rivista, originando discussioni fra i due. Nel 1943, quando il direttore generale delle poste e telecomunicazioni statunitensi, il democratico Frank Comerford Walker, querelò la redazione per conto della presidenza Roosevelt, accusandoli di aveva utilizzato il servizio postale degli Stati Uniti per promuovere "immagini oscene". I repubblicani si opposero alla causa e nel '46 la Corte Suprema degli Stati Uniti si pronunciò in merito al caso Hannegan v. Esquire, Inc., 327 US 146 (1946), stabilendo che il diritto di Esquire di utilizzare il servizio postale era tutelato dal Primo Emendamento della Costituzione degli Stati Uniti.
Inizialmente, Esquire costava cinquanta centesimi per copia (equivalenti a 9,88 dollari di oggi) e raggiungeva una tiratura trimestrale di centomila copie. Tuttavia, la domanda fu da subito così alta che già il secondo numero del gennaio 1934 si trasformò in un periodico più raffinato con un'enfasi sulla moda maschile e i contributi di Ernest Hemingway, F. Scott Fitzgerald, Alberto Moravia, André Gide e Julian Huxley. Negli anni '40, la popolarità delle Petty Girls e delle Vargas Girls fornì un'ulteriore spinta alla circolazione del giornale.
A partire dal secondo numero, un personaggio biondo, con i baffi gli occhi sgranati, di nome "Esky" (creato dai fumettisti E. Simms Campbell e Sam Berman), diede lustro alla prima pagina di quasi tutti i numeri di Esquire per oltre un quarto di secolo, durante i quali rappresentò il carattere raffinato della rivista e dei suoi lettori, principalmente sotto forma di piccole figure, e, a partire dagli anni '50, di un disegno stilizzato del suo viso. A partire dal '62, Esky divenne il punto sulla "I" del logo, finché nel '78 fu relegato alle ultime pagine di ogni edizione e associato a frasi umoristiche. 

Nei primi anni 2000, la rivista gli intitolò il premio annuale "Esky", incentrato su gruppi rock, per i quali il personaggio aveva mutato alcuni tratti -secondari- del suo aspetto, con i capelli neri, una giacca di pelle, una maglietta bianca, jeans e una chitarra. Con il restyling editoriale del 2016, tornò in primo piano l'immagine stilizzata del viso di Esky, che di tanto in tanto era di nuovo raffigurato anche come il vecchio punto della lettera "I" del logo.
Sotto la direzione di Harold Hayes dal '61 al '73, Esquire di contraddistinse dagli altri prodotti presenti sul mercato per le pagine sovradimensionate, una nuova veste tipografica che aiutò a promuovere scrittori di tendenza come Norman Mailer, Tim O'Brien, John Sack, Gay Talese, Tom Wolfe e Terry Southern. A metà degli anni '60, Esquire collaborò con la Verve Records alla realizzazione di una serie di LP in vinile intitolata Sound Tour, contenente consigli e musica per chi doveva viaggiare all'estero. Nell'agosto del '69, Esquire pubblicò An American Atrocity, il brano di Normand Poirier che fu uno dei primi rapporti sulle atrocità americane commesse dagli americani contro civili vietnamiti.
Come molte altre riviste dell'epoca, Esquire abbandonò il tradizionale formato delle grandi riviste (circa 10-1 / 4 "x13-3 / 8") per fare proprio nel '71 il nuovo standard ANSI di 8½ × 11 pollici, equivalente americano della carta da lettera in formato A4 in uso negli altri Paesi e definita dalla norma ISO 216.

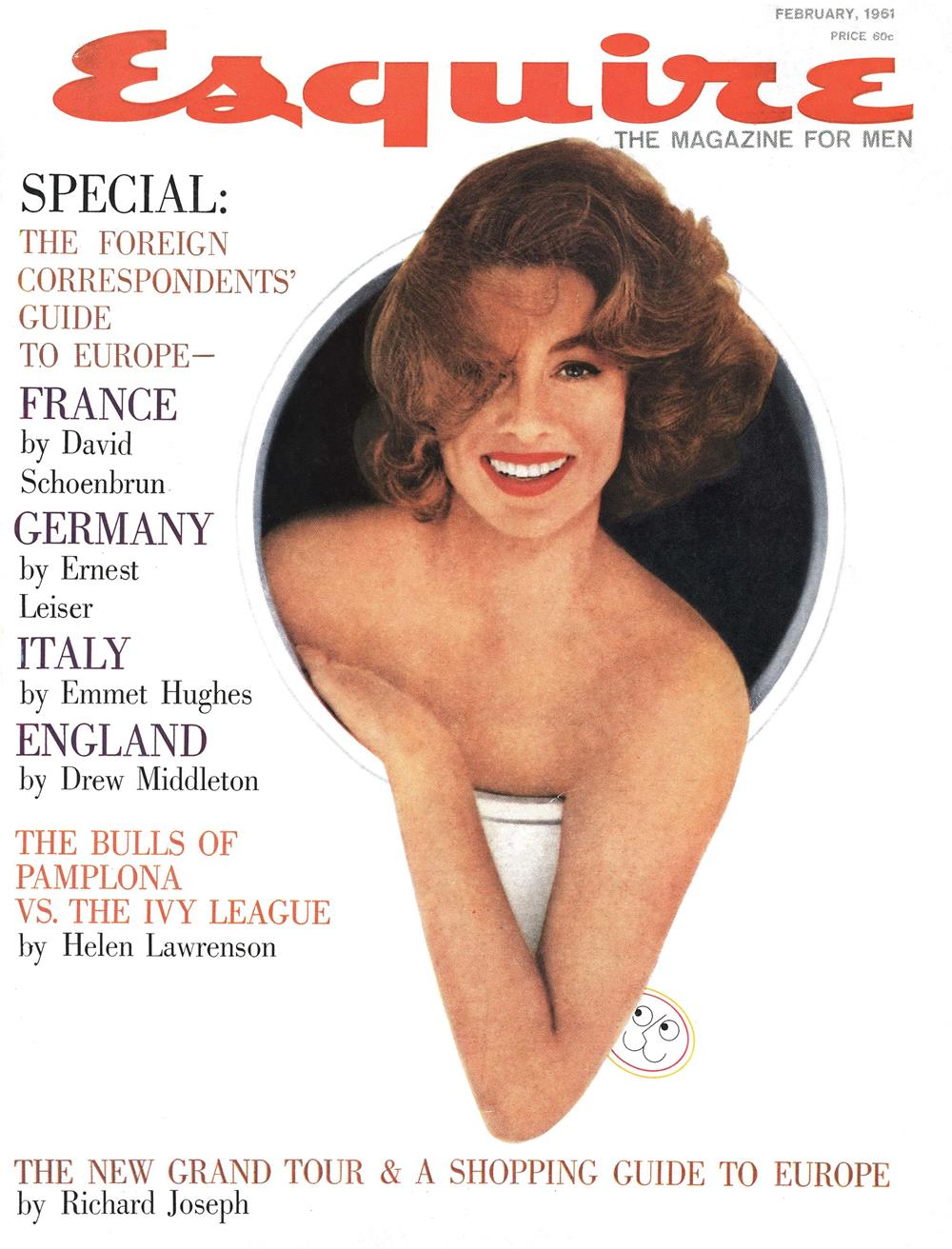
La copertina del numero di Esquire pubblicato a febbraio del 1961

Nel 1977 la rivista fu venduta dai proprietari originali a Clay Felker, che l'anno seguente la reinventò come un periodico bisettimanale col nuovo nome di Esquire Fortnightly. La nuova linea editoriale si rivelò un totale fallimento e alla fine del '78 le perdite lievitarono a 5 milioni di dollari. Nel '79, Felkerr cedette la proprietà alla 13-30 Corporation, un editore con sede nel Tennessee, i cui proprietari ripristinarono la periodicità mensile a partire dal numero di luglio (uscito due volte sia il 3 che il 19 luglio), lanciando contestualmente la rivista New York Woman come spin-off di Esquire rivolto al pubblico femminile. Quando la 13-30 Corporation si sciolse nell'86, Esquire fu venduta alla Hearst, mentre New York Woman' fu assorbita dall'American Express Publishing.
Esquire Inc. aveva mantenuto il nome fino all'acquisizione da parte di Gulf + Western nel 1983.
La comparsa di concorrenti nei primi anni '90 e la crisi del settore editoriale a metà del decennio contribuirono ad un costante calo delle vendite che minacciò la sopravvivenza di Esquire. A giugno del '97, fu nominato caporedattore della rivista David M. Granger, ex direttore esecutivo di GQ per quasi sei anni.Da subito, furono pluripremiati sia Esquire -la quale si aggiudicò vari National Magazine Awards- sia gli autori Tom Chiarella, Scott Raab, Mike Sager, Chris Jones, John H. Richardson, Cal Fussman, Lisa Taddeo e Tom Junod, nonché i fotografi di moda Gleb Derujinsky e Richard Avedon. 

Nel 2006, Granger ha supervisionato il lancio del Big Black Book di Esquire, il "manuale di stile per l'uomo di successo" che uscì in edicola due volte l'anno dal 2009 al 2018, quando la pubblicazione dell'inserto fu limitata a una uscita all'anno.
A dicembre del 2009, Esquire pubblicò il primo numero al mondo con la tecnologia della realtà aumentata. Due anni più tardi, le sue app per iPad vinsero la prima edizione del National Magazine Award per le applicazioni per terminali mobili.
Nel 2013 Esquire concluse un accordo di partenariato con la NBCUniversal per il debutto di Esquire Network, un canale televisivo via cavo che era visibile ad una platea potenziale di 70 milioni di famiglie e che fu dismesso quattro anni dopo. NBCUniversal riposizionò l'emittente Style Network, una rete interamente basata sui stile di vita e sulla realtà che nell'anno precedente registrava un'audience di 130.000 spettatori in prima serata. Il canale, ribattezzato Equire Network, fu integrato con la rivista cartacea e il sito Esquire.com per un servizio di video on demand, trasmissione in modalità multicanale (TV everywhere) e servizi di realtà aumentata dalla carta stampata al video
A partire dall'estate del 2017, il canale via cavo Esquire Network fu spento per cedere il testimone ad un nuovo canale Internet digitale.
Nel triennio dal 2013 al 2015, Esquire collaborò con la Bespoke Post per la distribuzione commerciale della The Esquire Gift Guide, la guida ai regali maschili per le vacanze, edite dal periodico a partire dal decennio precedente.

Alla fine del 2014, Granger e il redattore senior Tyler Cabot fondarono Esquire Labs, uno laboratorio di sperimentazione nel campo della narrativa. I primi progetti inclusero la collaborazione editoriale con Medium, il lancio di Esquire Classics e la creazione dell'archivio digitale completo di Esquire, con circa 50.000 articoli pubblicati a partire dal 1933, resi disponibili anche in Podcast tramite il servizio Esquire Classics.
Nel 2015 Esquire collaborò con la casa produttrice di alcolici Bourbon di Jefferson, già ideatrice del cocktail Jefferson's The Manhattan, alla realizzazione di nuovo premiscelato, l'Esquire Manhattan.

A gennaio del 2016, esordì la serie TV Team Ninja Warrior, la più vista nella storia dell'emittente. Dal 7 al 13 novembre dello stesso anno, Esquire Network organizzò una maratona televisiva di sette giorni per promuovere abitudini e stili di vita positivi per la salute maschile, con la partecipazione di Nick Offerman e della Movember Foundation
Granger divenne caporedattore e, malgrado il suo successo, la rivista fu sempre più oggetto di critiche per l'attenzione prestata alla cosiddetta cultura metrosessuale, una critica che lo aveva già accompagnato negli ultimi trascorsi da direttore della rivista sorella GQ. Nel 2016 David Granger rassegnò le dimissioni e fu sostituito da Jay Fielden, che riportò la rivista al suo stile classico più esclusivo. Allo stesso tempo, la sua copertura politica divenne più completa, seguendo una tendenza che si stava affermando tra le pubblicazioni delle riviste americane in genere.
Nel 2010 i numeri di giugno e luglio sono stati fusi insieme a quelli di dicembre e gennaio nel 2015 e nel 2018 la rivista è passata a otto numeri all'anno.

## Versioni internazionali
- Esquire Australia è una rivista trimestrale e online pubblicata dal 2023 distribuita da Switzer Media + Publishing
- Esquire Italia è una rivista trimestrale e online pubblicata dal 2018 distribuita da Hearst Magazines Italia
- Esquire United Kingdom è una rivista trimestrale e online pubblicata dal 1991 distribuita da Hearst Magazines UK e National Magazine Company Ltd